# Keller (Lindow (Mark))

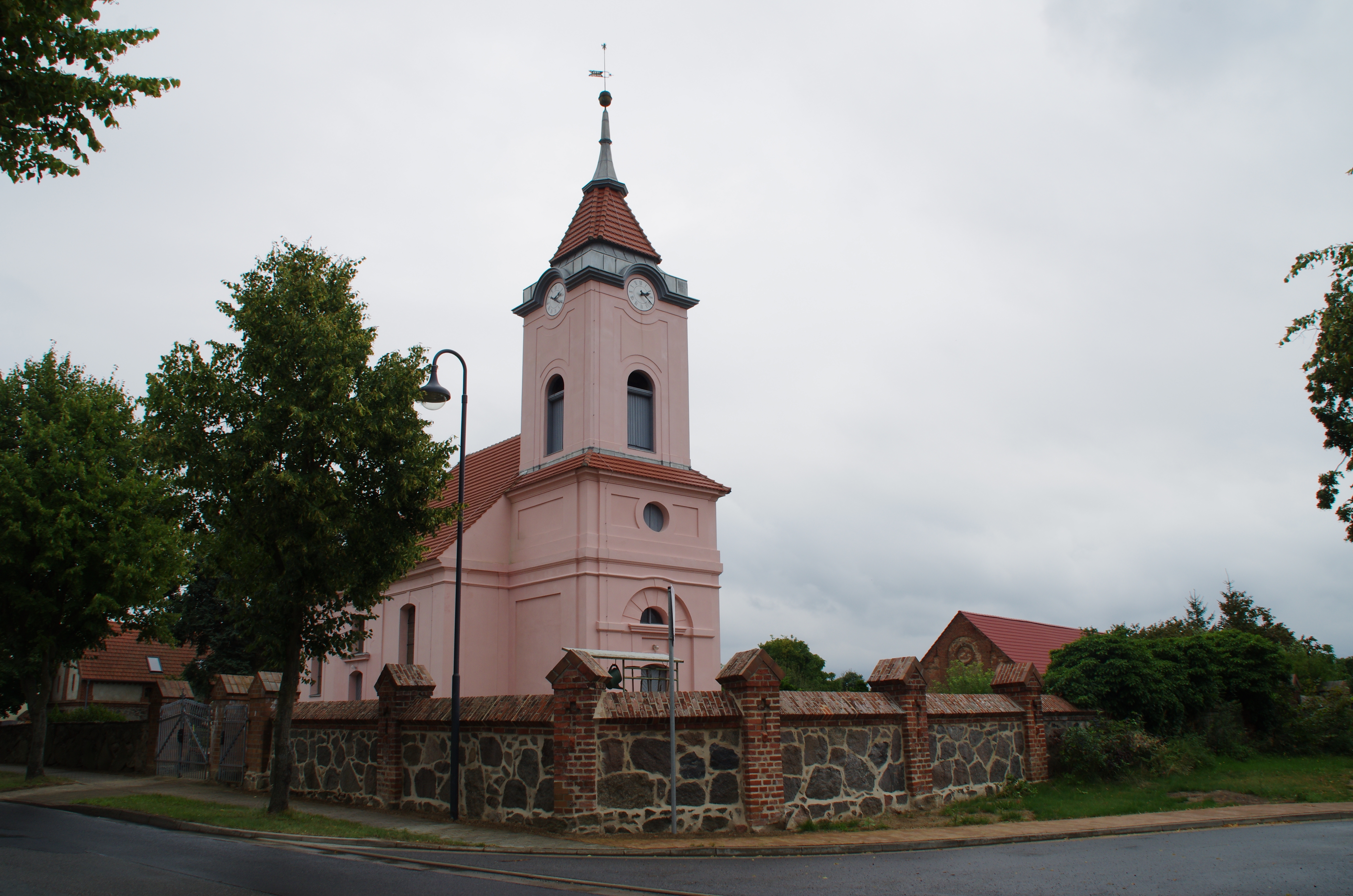
Die Dorfkirche in Keller

Keller ist ein Ortsteil der Gemeinde Lindow (Mark) im Landkreis Ostprignitz-Ruppin im Land Brandenburg. Hier lebten Ende 2020 136 Einwohner.

## Geographie
Keller liegt drei Kilometer östlich von Lindow (Mark) an der Straße nach Meseberg. Im Norden des Ortes befinden sich Felder, im Süden Wälder.

## Geschichte
Etwa 800 Meter nordöstlich des heutigen Ortes befand sich eine slawische Siedlung. Die Ortschaft Keller ist nachweislich seit dem Jahre 1438 bekannt. Der damalige Name war Kelre. Damals gehörte Keller zum Kloster Lindow. Um 1490 gehörte Keller zur im Kern reichsunmittelbaren Herrschaft Ruppin der Grafen von Lindow-Ruppin. Von 1541 bis 1764 gehörte Keller zum Amt Lindow (Mark) und von 1764 bis 1872 zum Amt Alt Ruppin. Bis 1992 gehörte Keller zum Landkreis Gransee. Ab 1992 gehörte die Gemeinde zum Amt Lindow (Mark), bis es 2001 ein Ortsteil von Lindow (Mark) wurde und damit in den Landkreis Ostprignitz-Ruppin wechselte.

## Baudenkmale
In Keller gibt es fünf Baudenkmale: die Dorfkirche, zwei Gehöfte und ein Wirtschaftsgebäude sowie eine Gruppe von zwei Wirtschaftsgebäuden.
Die Dorfkirche Keller wurde 1743 an der Stelle eines Vorgängerbaues erbaut. Größere Renovierungen fanden 1864, 1892 und 1904 statt. Bis zum Jahr 1985 wurden der Turm und das Dach repariert, im Jahre 2003 nochmals der Turm. Es handelt sich um eine Saalkirche mit einem Westturm, das Dach ist nach Osten abgewalmt. Sie ist verputzt, die Ecken sind mit Lisenen versehen, in der Mitte der Längsseiten sind Risalite angedeutet. In der Mitte der Nordseite befindet sich der Haupteingang. Im Inneren befindet sich ein Kanzelaltar aus dem Jahre 1744. Das Altarkruzifix stammt aus dem 19. Jahrhundert. Die Taufe hat barocke Formen, stammt aber aus dem Jahre 1959. Die Orgel mit einem fünfteiligen Prospekt wurde 1883 von Hollerbach aus Neuruppin erbaut. Die Empore und das Gestühl stammen aus dem 18. Jahrhundert. Die Glocke aus dem Jahre 1931 ist aus Stahl.
Das ehemalige Schulegehöft (Keller 10) wurde um 1900 erbaut. Das geschützte Gehöft Keller 49 besteht aus Wohnhaus, drei Wirtschaftsgebäuden, Einfriedung und Hofpflasterung. Erbaut wurde es um 1905. Weiter sind zwei Wirtschaftsgebäude (Keller 50) und ein Wirtschaftsgebäude (Keller 52) geschützt.